# Ted Binion
Lonnie Theodore „Ted“ Binion (* 28. November 1943 in Dallas, Texas; † 17. September 1998 in Las Vegas, Nevada) war ein US-amerikanischer Unternehmer und Glücksspieler.

## Leben
Binion wurde als Sohn des Casinobesitzer Benny Binion 1943 in Dallas geboren. Gemeinsam mit seinen Geschwistern Jack, Becky, Brenda und Barbara zog er 1946 mit ihrem Vater nach Las Vegas. Dort eröffnete ihr Vater 1951 das Binion’s Horseshoe, in dem 1970 die erste World Series of Poker (WSOP) veranstaltet wurde. Bei der Turnierserie gewann Ted Binion 1983 und 1985 jeweils ein nur für Casinomitarbeiter zugängliches Turnier und erhielt dafür jeweils 10.000 US-Dollar sowie ein Bracelet.

## Braceletübersicht
Binion gewann als Pokerspieler bei der WSOP zwei Bracelets:
| Jahr | Buy-in (in $) | Turnier                             | Teilnehmer | Preisgeld (in $) |
| ---- | ------------- | ----------------------------------- | ---------- | ---------------- |
| 1983 | 1000          | No Limit Hold’em (Casino Operators) | 10         | 10.000           |
| 1985 | 1000          | No Limit Hold’em (Casino Operators) | 10         | 10.000           |